# Mama The Idol
Mama The Idol (en coreano: 엄마는 아이돌) es un programa de telerrealidad surcoreano que se estrenó en tvN el 10 de diciembre de 2021 y se emite todos los viernes a las 20:40 (KST).

## Sinopsis
Es un programa de telerrealidad en torno a seis idols femeninas que han decidido dejar los escenarios para ser madres. A través de varios entrenamientos y evaluaciones (además de cumplir con los criterios de más de 20.000 seguidores en Instagram y más de 2.000 miembros en el fancafe del programa en 1 mes), vuelven a pararse en un escenario para actuar, debutando juntas como un grupo idol, bajo el nombre M.M.D (마마돌).

## Reparto

### Principal
- Kahi
- Park Jung-ah
- Byul
- Yang Eun-ji
- Hyun Jyu-ni
- Sunye

### Comeback Summon Squad
- Hong Jin-kyung
- Do Kyung-wan
- Cho Seung-youn
- Lee Chan-won

### Comeback Masters
- Mentores vocales
  - Park Sun-joo
  - Han Won-jong
- Coreógrafos
  - Bae Yoon-jung
  - Lia Kim
  - J Black
  - Mmary
  - LoveRan
- Productores de música
  - Seo Yong-bae
  - Kim Do-hoon

### Idol Cheering Squad
| Grupo idol   | Episodio(s) | Número de episodios | Número de apariciones |
| ------------ | ----------- | ------------------- | --------------------- |
| G-reyish     | 1-2, 3, 4-5 | 5                   | 3                     |
| Verivery     | 1-2         | 2                   | 1                     |
| Onewe        | 1-2, 4-5    | 4                   | 2                     |
| Purple Kiss  | 1-2, 5      | 3                   | 2                     |
| Tri.be       | 1-2, 4-5    | 4                   | 2                     |
| Pixy         | 1-2, 4-5    | 4                   | 2                     |
| TO1          | 1-2, 5      | 3                   | 2                     |
| Lightsum     | 1-2, 3      | 3                   | 2                     |
| Just B       | 1-2, 3, 5   | 4                   | 3                     |
| Oneus        | 3, 5        | 2                   | 2                     |
| Billlie      | 3, 5        | 2                   | 2                     |
| Laboum       | 4-5         | 2                   | 1                     |
| T1419        | 4-5         | 2                   | 1                     |
| Bvndit       | 4-5         | 2                   | 1                     |
| Rocket Punch | 4-5         | 2                   | 1                     |
| Cignature    | 4-5         | 2                   | 1                     |
| Bling Bling  | 4-5         | 2                   | 1                     |
| Pink Fantasy | 5           | 1                   | 1                     |
| Kep1er       | 5           | 1                   | 1                     |

## Episodios
| Ep. | Fecha de emisión        | Misión                                                      | Apariciones especiales                                                       | Ref. |
| --- | ----------------------- | ----------------------------------------------------------- | ---------------------------------------------------------------------------- | ---- |
| 1   | 10 de diciembre de 2021 | Chequeo de actuación                                        | N/A                                                                          |      |
| 2   | 17 de diciembre de 2021 | Chequeo de actuación                                        | N/A                                                                          |      |
| 3   | 24 de diciembre de 2021 | Selección de bailarines principales                         | N/A                                                                          |      |
| 4   | 7 de enero de 2022      | Selección de vocalista principal Primera actuación completa | 2AM                                                                          |      |
| 5   | 14 de enero de 2022     | Selección de vocalista principal Primera actuación completa | N/A                                                                          |      |
| 6   | 20 de enero de 2022     | Concierto Close Friends                                     | Na Yoon-kwon, Seo In-young, Kim Eun-jung, Ha Joo-yeon, Sunmi, Park Jin-young |      |
| 7   | 28 de enero de 2022     | Preparación para el escenario de debut                      |                                                                              |      |

## Índices de audiencia
| Ep. | Fecha de emisión        | Índices de audiencia (Nielsen Corea) | Índices de audiencia (Nielsen Corea) |
| Ep. | Fecha de emisión        | Nacional                             | Seúl                                 |
| --- | ----------------------- | ------------------------------------ | ------------------------------------ |
| 1   | 10 de diciembre de 2021 | 3.782%                               | 4.106%                               |
| 2   | 17 de diciembre de 2021 | 3.341%                               | 3.545%                               |
| 3   | 24 de diciembre de 2021 | 2.217%                               | 2.366%                               |
| 4   | 7 de enero de 2022      | 2.562%                               | 2.521%                               |
| 5   | 14 de enero de 2022     | 2.658%                               | N/A                                  |
| 6   | 20 de enero de 2022     | 3.581%                               | 3.945%                               |
| 7   | 28 de enero de 2022     | 2.194%                               | 2.167%                               |
| 8   | 4 de febrero de 2022    | %                                    | %                                    |

- En la tabla anterior, los números azules representan los índices de audiencia más bajos y los números rojos los más altos.
- Este programa se emite en un canal de cable/televisión de pago que normalmente tiene una audiencia relativamente menor en comparación con la televisión abierta/emisoras públicas (KBS, SBS, MBC & EBS).